# Гришин Едуард Олександрович
Едуард Олександрович Гришин  — педагог,академік, доктор педагогічних наук, професор. Народився 15 квітня 1930 року в с. Нювчим, що знаходиться в Республіці Комі, Російська Федерація. Помер 13 квітня 1996 року в Тернополі.

## Біографія
В 1951 році Гришин Едуард закінчив педагогічний інститут у місті Сиктивкар. З 1951 року по 1958 педагог працював директором школи. З 1958 року по 1962 рік працював директором інституту вдосконалення вчителів Республіки Комі. В 1962 році переїхав в Івано-Франківськ. В цьому ж році почав працювати в педагогічному інституті завідувачем кафедри педагогіки. З 1968 року працював в Чечено-Інгушському інституті проректором з навчальної роботи. З 1972 року працював у Володмирському педагогічному інституті. В 1987 році працював завідувачем кафедри основ педагогічної майстерності в Тернопільському педагогічному інституті. В 1991 році Гришин Едуард Олександрович був засновником та ректором в експериментальному інституті  педагогічної освіти в м. Тернопіль.

## Наукові праці
Едуард Олександрович Гришин мав наукові праці в галузях педагогіки та педагогічної етики.
- Книга для учителя;
- Етика и възпитателна практика;
- Педагогіка вищої школи;
- Майбутньому вчителю про основи педагогічної майстерності;
- Термінологічний словник з педагогіки;
- Короткий психологічний довідник;
- Щоб стати вчителем.